# Rómulo de la Torre
Rómulo de la Torre Almaraz (Colón, Querétaro, 1861 - Ciudad de México, Distrito Federal, 29 de julio de 1929)  fue un abogado y político mexicano. Se desempeñó como gobernador del Estado de Querétaro del 18 de mayo al 28 de noviembre de 1920.

## Biografía
Nació en Colón, Querétaro, en 1861. Alguna información incluso dice que nació 1860 o en 1862. Tuvo más hermanos y hermanas. Sus padres lo fueron Crescencio de la Torre y Agustina Almaraz. Tuvo dos esposas que se le conozcan Luz González y María Virginia Blanco. Es el único gobernador que ha sido de Colón, Querétaro y personaje ilustre de ese lugar.

### Carrera Política
Había sido designado gobernador por Madero en junio de 1911, empero el Congreso de su Estado no le reconoció tal cargo.
Don Rómulo de la Torre apoyaba la candidatura de Alfonso M. Veraza a la Gubernatura lo que le valió ser encarcelado, junto con Alfonso M. Camacho y Adalberto Suzán.

#### Gubernatura
El 18 de mayo de 1920, por mandato de Obregón, Rómulo de la Torre Almaraz recibió la gubernatura de Querétaro, en forma provisional, de manos del general Coahuilense Fernando Néstor Villarreal de la Fuente (Ese último día publicó un decreto que nulificaba las elecciones celebradas en Querétaro un año antes, por considerarlas fraudulentas y nombró a Rómulo de la Torre Almaraz, obregonista y miembro del Gran Partido Liberal Queretano, como Gobernador Constitucional del Estado de Querétaro), quien había sido designado comandante militar del Estado por Adolfo de la Huerta. Dos días de asumirla el 20 de mayo, Venustiano Carranza fue asesinado en Tlaxcalantongo, Puebla. Rómulo de la Torre realizó varias obras, que es desde la Salubridad Pública hasta mejorar las instalación del Hospital Civil y se tomaron varias medidas para combatir enfermedades de propagación como la peste bubónica. Álvaro Obregón tomó la presidencia en diciembre de es año a los dos días después de que De la Torre entregara la gubernatura José M. Truchuelo el 28 de noviembre.

## Fallecimiento
Don Rómulo de la Torre, falleció en la ciudad de México el 29 de julio de 1929 a los 67 o 68 años de edad.